# François Bonne
François Bonne MEP (jap. フランソワ・ボンヌ) (ur. 25 marca 1855 w Saint-Christophe, zm. 11 stycznia 1912) – francuski duchowny rzymskokatolicki, misjonarz, arcybiskup tokijski.

## Biografia
François Bonne urodził się 25 marca 1855 w Saint-Christophe we Francji. 20 września 1879 otrzymał święcenia prezbiteriatu i został kapłanem Towarzystwa Misji Zagranicznych w Paryżu.
15 września 1910 papież Pius X mianował go arcybiskupem tokijskim. 1 maja 1911 przyjął sakrę biskupią z rąk biskupa Nagasaki Julesa-Alphonsa Cousina MEP. Współkonsekratorami byli biskup Hakodate Alexandre Berlioz MEP oraz wikariusz apostolski Południowej Mandżurii Marie-Félix Choulet MEP.
Zmarł 11 stycznia 1912.